# Русская воля
«Русская Воля» — популярний політико-освітній і економічний двотижневик, виходив у 1906 — 1911 роках у Тернополі, Перемишлі (1908-1909) і Золочеві (1910). Займав москвофільську позицію.
Видавці — Т. Процик і М. Матвійков; редактори — А. Стельмах, М. Різничок, Міхал Крупа.